# Yaghnob
Lo Yaghnob è un fiume del Tagikistan. È, insieme all'Iskander Darya, uno dei due rami sorgentiferi del Fan Darya, affluente di sinistra dello Zeravshan. È dunque un sub-affluente dell'Amu Darya, tramite il Fan Darya prima e lo Zeravshan poi. Le sue coordinate sono circa: 39°25′N 69°55′E. Nella sua valle vive il popolo degli Yaghnobi, unici discendenti degli antichi sogdiani, che hanno conservato la loro propria lingua, chiamata yaghnobi.

## Geografia
Lo Yaghnob nasce sulle pendici nord-orientali dei monti Gissar nella provincia tagika di Sughd, circa 100 chilometri a nord-est della città di Dushanbe. Poco dopo la sorgente, il suo corso si dirige verso ovest. Scorre quindi da est ad ovest nel fondo di una stretta valle dei monti Fan, racchiusa tra i monti Zeravshan a nord e i monti Gissar a sud. Si trova così sovrastato su entrambi i lati da alte vette e ghiacciai. Riceve da sinistra le acque dell'Iskander Darya e forma con questo il Fan Darya.
Subito dopo, il Fan Darya gira verso nord, attraversa rapidamente i monti Zeravshan che delimitano a sud la valle del fiume omonimo, e dopo 24 chilometri confluisce in quest'ultimo da sinistra.